# Démouville
Démouville és un municipi francès situat al departament de Calvados i a la regió de Normandia. L'any 2007 tenia 3.153 habitants.

## Demografia

### Població
El 2007 la població de fet de Démouville era de 3.153 persones. Hi havia 1.137 famílies de les quals 188 eren unipersonals (60 homes vivint sols i 128 dones vivint soles), 391 parelles sense fills, 482 parelles amb fills i 76 famílies monoparentals amb fills.
La població ha evolucionat segons el següent gràfic:
Habitants censats

### Habitatges
El 2007 hi havia 1.190 habitatges, 1.164 eren l'habitatge principal de la família, 2 eren segones residències i 25 estaven desocupats. 1.157 eren cases i 30 eren apartaments. Dels 1.164 habitatges principals, 795 estaven ocupats pels seus propietaris, 356 estaven llogats i ocupats pels llogaters i 13 estaven cedits a títol gratuït; 2 tenien una cambra, 43 en tenien dues, 135 en tenien tres, 364 en tenien quatre i 621 en tenien cinc o més. 993 habitatges disposaven pel capbaix d'una plaça de pàrquing. A 483 habitatges hi havia un automòbil i a 598 n'hi havia dos o més.

### Piràmide de població
La piràmide de població per edats i sexe el 2009 era:
| Homes | Edats   | Dones |
| ----- | ------- | ----- |
| 0     | 95 o +  | 0     |
| 0     | 90 a 94 | 0     |
| 0     | 85 a 89 | 16    |
| 4     | 80 a 84 | 4     |
| 36    | 75 a 79 | 32    |
| 32    | 70 a 74 | 52    |
| 60    | 65 a 69 | 56    |
| 52    | 60 a 64 | 72    |
| 68    | 55 a 59 | 40    |
| 96    | 50 a 54 | 136   |
| 132   | 45 a 49 | 116   |
| 88    | 40 a 44 | 132   |
| 136   | 35 a 39 | 108   |
| 132   | 30 a 34 | 136   |
| 80    | 25 a 29 | 84    |
| 77    | 20 a 24 | 120   |
| 116   | 15 a 19 | 100   |
| 116   | 10 a 14 | 156   |
| 104   | 5 a 9   | 148   |
| 116   | 0 a 4   | 84    |

## Economia
El 2007 la població en edat de treballar era de 2.109 persones, 1.493 eren actives i 616 eren inactives. De les 1.493 persones actives 1.406 estaven ocupades (726 homes i 680 dones) i 88 estaven aturades (43 homes i 45 dones). De les 616 persones inactives 269 estaven jubilades, 224 estaven estudiant i 123 estaven classificades com a «altres inactius».

### Ingressos
El 2009 a Démouville hi havia 1.207 unitats fiscals que integraven 3.333 persones, la mediana anual d'ingressos fiscals per persona era de 18.738 €.

### Activitats econòmiques
Dels 100 establiments que hi havia el 2007, 3 eren d'empreses alimentàries, 1 d'una empresa de fabricació d'elements pel transport, 3 d'empreses de fabricació d'altres productes industrials, 23 d'empreses de construcció, 27 d'empreses de comerç i reparació d'automòbils, 6 d'empreses de transport, 4 d'empreses d'hostatgeria i restauració, 1 d'una empresa d'informació i comunicació, 3 d'empreses financeres, 7 d'empreses immobiliàries, 12 d'empreses de serveis, 7 d'entitats de l'administració pública i 3 d'empreses classificades com a «altres activitats de serveis».
Dels 28 establiments de servei als particulars que hi havia el 2009, 1 era una oficina de correu, 1 taller de reparació d'automòbils i de material agrícola, 1 taller d'inspecció tècnica de vehicles, 3 paletes, 7 guixaires pintors, 3 fusteries, 1 lampisteria, 5 electricistes, 1 empresa de construcció, 2 perruqueries, 2 agències immobiliàries i 1 saló de bellesa.
Dels 8 establiments comercials que hi havia el 2009, 1 era una botiga de més de 120 m², 2 fleques, 2 carnisseries, 1 una llibreria i 2 floristeries.
L'any 2000 a Démouville hi havia 3 explotacions agrícoles que ocupaven un total de 447 hectàrees.

## Equipaments sanitaris i escolars
L'únic equipament sanitari que hi havia el 2009 era una farmàcia.
El 2009 hi havia 1 escola maternal i 1 escola elemental.

## Poblacions més properes
El següent diagrama mostra les poblacions més properes.